# Malcolm in the Middle
Malcolm in the Middle is een Amerikaanse komedieserie gecreëerd door Linwood Boomer en uitgezonden op FOX. In Nederland werd de serie uitgezonden op Net5 en Comedy Central, in België op 2BE. Eerder werd de serie uitgezonden op Veronica. De serie is anno 2023 ook te bekijken op Disney+.

## Verhaal
Malcolm in the Middle gaat over een jongen, genaamd Malcolm. Malcolm heeft twee oudere broers, Reese en Francis, en een jongere broer, Dewey. Later in de serie komt daar een tweede jonger broertje, Jamie, bij. Door de vele problemen die de kinderen veroorzaken, mag het gezin met recht een probleemgezin worden genoemd.
In het eerste seizoen ontdekt Malcolm dat hij een IQ van 165 heeft en wordt naar de klas voor genieën gestuurd. Zij worden de Krelboynes genoemd. De eerste seizoenen van de serie draaien voornamelijk om Malcolm die zich aan moet zien te passen aan deze nieuwe school, en de problemen die hij ervaart tijdens zijn tienerleeftijd. In latere seizoenen worden ook de andere personages in de serie meer uitgediept.
Malcolm in the Middle is anders dan veel andere situation-comedy's. De hoofdrolspeler spreekt persoonlijk tegen de camera over wat er gaat gebeuren en bij de opnames is geen publiek aanwezig. Ook wordt er geen band met gelach erop gebruikt, enkel geluidseffecten.

## Rolverdeling
De achternaam van Malcolms familie is "Wilkerson", hoewel dit in de serie slechts tweemaal wordt vermeld. In de pilotaflevering werd deze naam nog wel gegeven als “Wilkinson”, maar producers besloten deze naam niet in de serie zelf te verwerken.
Aanvankelijk had het gezin vier kinderen: Francis, Reese, Malcolm en Dewey. Tijdens het vierde seizoen kwam hier Jamie bij.
| Acteur                            | Personage                | Opmerkingen |
| --------------------------------- | ------------------------ | --- |
| Frankie Muniz                     | Malcolm                  | De middelste van de kinderen. Hij zou het liefst een normaal sociaal leven leiden, maar zijn intelligentie en afkomst staan dit in de weg. Malcolm heeft een IQ van 165 en zit daarom in een speciale klas voor hoogbegaafde kinderen. Zijn beste vriend is Steve. Andere vrienden zijn klasgenoten, maar omdat Malcom eerst in de lagere school zit en daarna in het middelbaar, variëren de personages. Malcolm kan in bepaalde situaties in paniek raken.                                                                                        |
| Jane Kaczmarek                    | Lois                     | De moeder van de jongens. Ze werkt als verkoopster in een winkel en heeft een kort lontje. Ze schreeuwt vaak tegen haar kinderen en straft hen vaak. Ze kan er niet tegen een discussie te verliezen. Haar collega Craig is verliefd op haar. Ze houdt erg van haar man en in veel afleveringen zijn er hartstochtelijke vrijpartijen. |
| Bryan Cranston                    | Hal                      | De vader van de jongens. In zijn vroegere leven was hij een rebel en herrieschopper, nu is hij een controlefreak. Hij is afhankelijk van zijn vrouw, hoewel hij de jongens soms ook zelf aanspreekt op hun gedrag, en wil ook zijn vele hobby's overbrengen op zijn kinderen. |
| Christopher Masterson             | Francis                  | Hij is de oudste broer. Bij start van de serie zit hij met tegenzin op de militaire school: hij werd er door zijn ouders naar gestuurd omwille van onder andere zijn relschopperijen. In het derde seizoen stopt hij met school en trekt naar Alaska om er rijk te worden, maar schopt het niet verder dan onderbetaalde houthakker. In het vierde seizoen trouwt hij onverwacht met Piama en wordt eindelijk volwassen dankzij een job op een ranch waar hij twee jaar later wordt ontslagen. In latere seizoenen komt hij vrijwel niet meer voor. |
| Justin Berfield                   | Reese                    | De op een na oudste van de kinderen, en tevens de minst intelligente van de familie. Hij is (net als Francis) een herrieschopper en is niet vies van geweld. Op school is hij een pestkop. Hij is erg goed in koken. Als Reese agressief of boos is, reageert hij dit meestal af op (een van) zijn broertjes, maar die pakken hem meestal ook weer terug. Thuis is hij erg agressief tegenover zijn ouders die dat vaak niet pikken en hem huisarrest geven.                                                                                        |
| Erik Per Sullivan                 | Dewey                    | De stille maar muzikaal aangelegde jongen van de familie. Hij heeft een grote fantasie en is altijd erg beleefd. Hij blijkt in het vijfde seizoen, net zoals Malcolm, ook erg intelligent te zijn. Dewey wordt vaak gepest en geplaagd door Reese maar Dewey pakt hem terug door net te doen alsof Reese hem slaat door steeds 'au' te zeggen. Dewey kan zelfs in gevaarlijke situaties kalm blijven. |
| James Rodriguez / Lukas Rodriguez | Jamie                    | Het vijfde kind van Lois en Hal, geboren in seizoen 4. Ondanks zijn leeftijd toont hij al enkele eigenschappen van zijn broers, zoals stelen. |
| Emy Coligado                      | Piama Tananahaakna       | Trouwt met Francis en kan niet zo goed omgaan met Lois. |
| Cloris Leachman                   | Ida                      | De hebberige, racistische, manipulatieve, kettingrokende moeder van Lois. |
| David Anthony Higgins             | Craig Feldspar           | Lois’ neurotische collega. Hij kampt met overgewicht en heeft duidelijk een oogje op Lois, ondanks dat hij weet dat zij gelukkig getrouwd is en zijn liefde nooit zal beantwoorden. |
| Craig Lamar Traylor               | Steven "Stevie" Kenarban | Malcolms beste vriend, met wie hij in vrijwel elke klas van de school zit. Stevie heeft maar één werkende long en zit in een rolstoel. |
| Gary Anthony Williams             | Abraham "Abe" Kenarban   | De overbezorgde vader van Steven |
| Merrin Dungey                     | Kitty Kenarban           | De overbezorgde moeder van Steven |
| Daniel von Bargen                 | Edwin Spangler           | De strenge commandant van de academie waar Francis op zit. Hij heeft al talloze verwondingen opgelopen, maar ironisch genoeg is geen enkele hiervan het gevolg van een oorlog daar hij nog nooit gevochten heeft. Later in de serie verdwijnt hij omdat Francis naar Alaska gaat voor een baan en dus van de militaire school af gaat, hoewel hij Francis wel een keer in Alaska op komt zoeken. |
| Chris Eigeman                     | Lionel Herkabe           | Malcolms leraar in de klas voor genieën. Hij was ooit miljonair, maar zit nu in de schulden en is gescheiden. Hij is de vervanger van Caroline Miller. Later in de reeks wordt hij tuchtmeester en chanteert hij Malcolm voor eigen belangen. |
| Catherine Lloyd Burns             | Caroline Miller          | Malcolms initiële lerares in de klas voor genieën. |
| Kenneth Mars                      | Otto Mannkusser          | Francis’ baas op de ranch |
| Meagen Fay                        | Gretchen Mannkusser      | Francis’ bazin op de ranch |
| Eric Nenninger                    | Eric Hanson              | Een collega-student van Francis aan de militaire school |

## Productie

### Introfilmpje
In het introfilmpje van de show worden naast beelden uit de serie zelf ook clips getoond van andere films en televisieseries. Deze zijn:
- Drie vrouwen in gevecht met een kolossale schildpad uit One Million Years B.C. (1966)[1]
- Een animepersonage in de regen: Shinigami uit Nazca[1]
- Een monster dat uit zee oprijst uit Clash of the Titans (1981)[1]
- Een vrouw die boven een nest hongerige pterodactyls hangt uit One Million Years B.C. (1966)[1]
- Een  Dimetrodon -achtige hagedis uit Journey to the Centre of the Earth (1959)[1]
- Een animepersonage op een skateboard uit Nazca[1]
- Een moddermonster die een vrouw vastgrijpt, uit Creature from the Haunted Sea (1961)[2]
- Een man die skispringt en tijdens zijn sprong in brand vliegt uit Thrill Seekers[3]
- Een worstelwedstrijd tussen de Canadese worstelaars Bret Hart en Chris Benoit, tijdens het wereldkampioenschap in Toronto, Ontario, Canada.
- Een robothoofd dat in elkaar wordt gezet uit Out of the Unknown aflevering Liar! (1969)[4]
- Een man die een enorm brein aanvalt met een bijl uit The Brain from Planet Arous (1957)[1]
- Een bokser die per ongeluk een scheidsrechter bewusteloos slaat uit de kampioenschappen van 1982.[1]

### Omgeving
De omgeving waarin de serie zich afspeelt is ook niet bekend. Het enige wat bekend is over de woonlocatie van de familie, is dat hun huis zich op 12334 Maple Blvd. Millbrook bevindt (onthuld in aflevering 81). Het huis dat werd gebruikt voor de buitenopnames is privé-eigendom, en bevindt zich in het Studio City district in Los Angeles, op 12334 Cantura Street. Verder vonden er opnames plaats bij 20th Century Fox Studio - 10201-Pico Boulevard in het Century City district van Los Angeles; de Walter Reed Middle School in Los Angeles en in Santa Clarita. Soms zijn er in de serie kentekenplaten van auto’s uit Californië zichtbaar, maar in seizoenen zes en zeven worden ook kentekenplaten uit Oklahoma gezien.

### Muziek
De titelsong van de serie is "Boss of Me", geschreven en opgenomen door de rockband They Might Be Giants. Het nummer won de "Best Song Written for a Motion Picture, Television or Other Visual Media" award tijdens de Grammy Awards van 2002. De band zorgde ook voor bijna alle andere muziek voor de eerste twee seizoenen.
In plaats van lachend publiek, maakt de serie gebruik van muziek om een bepaalde sfeer te creëren. Zo zijn er nummers te horen van ABBA, Basement Jaxx, Sum 41, Kenny Rogers, Lords Of Acid, The Getaway People, En Vogue, Phil Collins, Quiet Riot, Queen, Titán, Electric Six en Citizen King.